# Maria Luísa Bittencourt

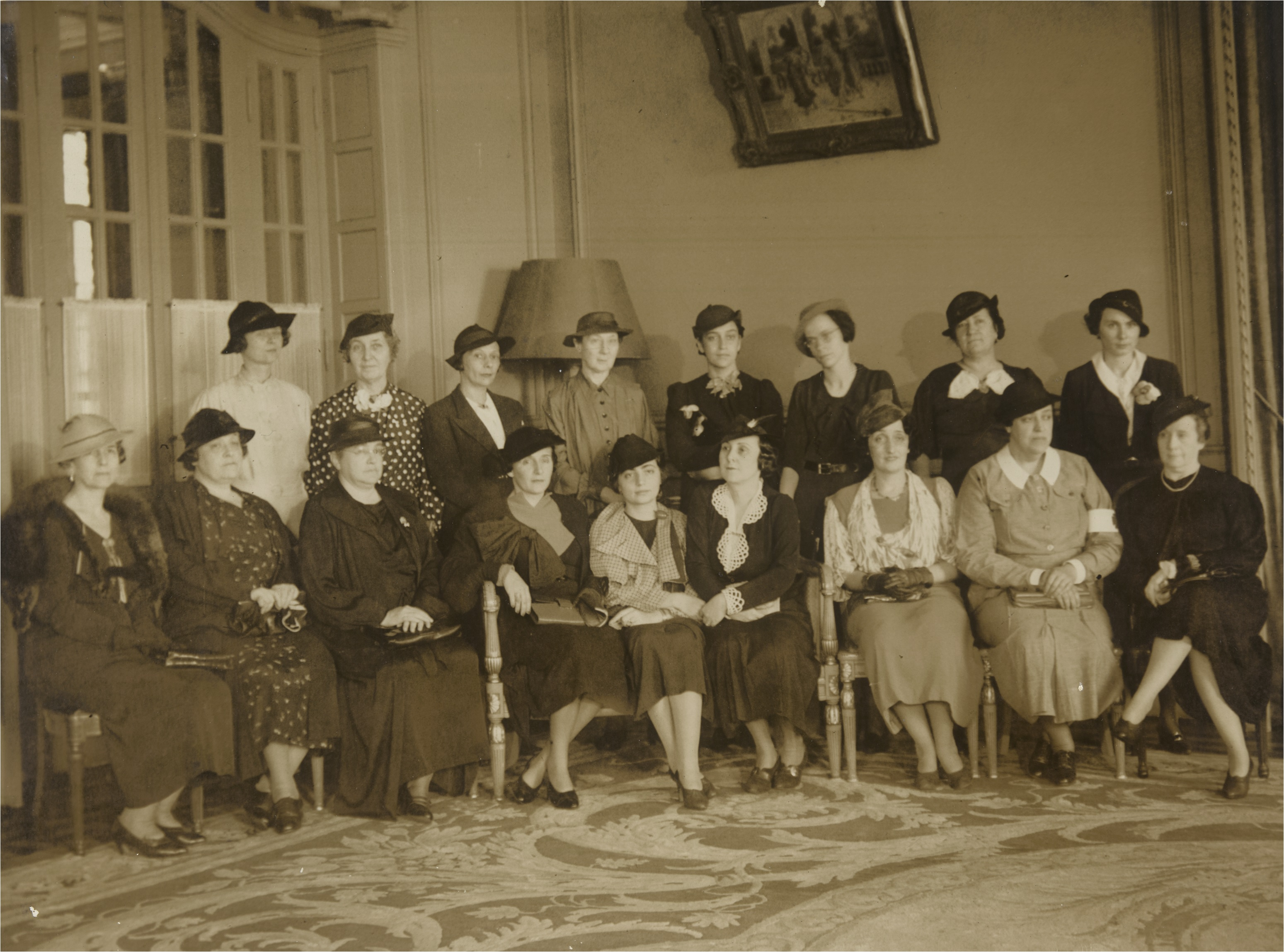
Almoço oferecido a Maria Luísa Bittencourt, eleita Deputada Constituinte na Bahia, no Hotel Glória, Rio de Janeiro, em 26 de novembro de 1936. Arquivo Nacional.

Maria Luísa Dória Bittencourt ou simplesmente Maria Luísa Bittencourt (Salvador, 1910 – 2001) foi uma política e feminista brasileira. Foi a primeira deputada estadual da Bahia, ocupando o cargo de maio de 1935 a 1937. Ela era filiada à Federação Brasileira pelo Progresso Feminino (FBPF).

## Biografia
Maria Luísa Bittencourt nasceu em Paripe, região periférica pertencente ao subúrbio de Salvador, filha de Luiz de Lima Bittencourt e Isaura Dória Bittencourt.
Os seus estudos básicos foram realizados no Colégio Pedro II e, após ser uma das raras mulheres que conseguiam ingressar no ensino superior no ano de 1927, quatro anos depois ela se graduou como bacharela em direito pela Faculdade do Rio de Janeiro. Ela decidiu se unir à FBPF com 20 anos de idade, vindo a desenvolver amizade com Bertha Lutz. Nessa época, ela se tornou uma das fundadoras da Associação Brasileira de Mulheres Universitárias.
Depois de se diplomar em Direto no Rio de Janeiro, no ano de 1931, ela retornou à Bahia, onde se incorporou ao feminismo local, exercendo forte liderança. Como reflexo da militância feminista, Maria Luísa Bittencourt iria se engajou na política local disputando as eleições para a Assembléia Constituinte estadual da Bahia em 1935.
Em 1935, ela obteve o prêmio Fellowship da Radcliffe College (EUA), onde cursou e, no ano seguinte, concluiu uma especialização em Economia social, finanças e racionalização. O Radcliffe College era uma faculdade exclusiva para mulheres que, futuramente, viria a fazer parte da Universidade Harvard, isto fez com que Maria Luísa se tornasse uma das primeiras mulheres brasileiras a estudar em Harvard. 
Após o fechamento do parlamento baiano, ela estabeleceu no Rio de Janeiro um escritório de advocacia com a advogada sergipana Maria Rita Soares Andrade, jurista esta que se tornaria a primeira juíza federal do Brasil. O escritório era situado na rua da Quitanda, no centro do Rio de Janeiro.
Em 1942, Maria Luísa se tornou a primeira mulher professora universitária da história da Universidade do Rio de Janeiro, após se sagrar como primeira colocada em um concurso para a livre-docência em Legislação do Trabalho e Direito Industrial da Faculdade de Direito da referida universidade.
Com o fim do Estado Novo no ano de 1945, ela participou da fundação da União Democrática Nacional (UDN), inclusive apoiando a candidatura de Eduardo Gomes à presidência da República. Em 1947, ela concorreu a uma vaga de vereadora do Distrito Federal pela Esquerda Democrática (agremiação que mudaria o nome para Partido Socialista Brasileiro), mas não se elegeu.
Ela exerceu a presidência pro tempore da Casa do Estudante do Brasil em 1951, entidade na qual ela já exerceu cargos na diretoria.
Em 1961, Maria Luísa foi a tradutora do livro "Introdução à Eloquência" de Charles Brown.
Com aproximadamente 78 anos de idade, em 1988, ela recebeu, na Associação Brasileira de Mulheres Universitárias, o diploma do Mérito Ruy Barbosa por ter sido a primeira mulher constituinte da Bahia.

## Atuação como primeira parlamentar eleita na Bahia
Maria Luísa conseguiu se eleger, pelo Partido Social Democrático da Bahia, como suplente de deputado estadual constituinte e, então, aos 25 anos de idade, ela assumiu o mandato parlamentar em maio de 1935, em razão do afastamento do deputado estadual Humberto Pacheco Miranda.
Naquela época, era muito rara a eleição de mulheres, sendo que em todo o território brasileiro, somente outras quatro mulheres haviam sido eleitas deputadas estaduais: Lily Lages (Alagoas); Alaíde Borba (São Paulo); Quintina Diniz (Sergipe); e Marta Miranda Jordão (Amazonas). Portanto, Maria Luísa Bittencourt foi primeira mulher eleita que assumiu o mandato de deputada estadual na Bahia.
Ela era politicamente vinculada ao grupo do interventor Juracy Magalhães, tendo destacada atuação na Constituinte Estadual da Bahia, quando participou ativamente na "Comissão dos Nove", o grupo responsável pela elaboração do texto constitucional. Ela acabou sendo a relatora dos capítulos da Educação e Ordem Econômica e Social na Constituição Estadual da Bahia de 1935.
Em 1936, ela indicou ao interventor Juracy Magalhães o nome de Nair Guimarães Lacerda para exercer o cargo público de interventora municipal (prefeita) do município baiano Urandi. Por causa dessa articulação política da deputada Maria Luísa, Nair Lacerda se tornou a primeira mulher a ocupar o cargo de chefe de Poder Executivo Municipal no estado da Bahia.
Uma característica de seus pronunciamentos parlamentares era a luta por melhores condições para as mulheres baianas e a defesa da democracia, tendo se levantado em 1937 contra o golpe do Estado Novo e o fechamento do parlamento estadual pela ditadura de Getúlio Vargas.

## Obra
- Introdução à Eloquência (1961), de Charles Brown (tradução de livro).

## Prêmios e homenagens
- Diploma do Mérito Ruy Barbosa (1988), concedido pela Associação Brasileira de Mulheres Universitárias.